# 乌日县

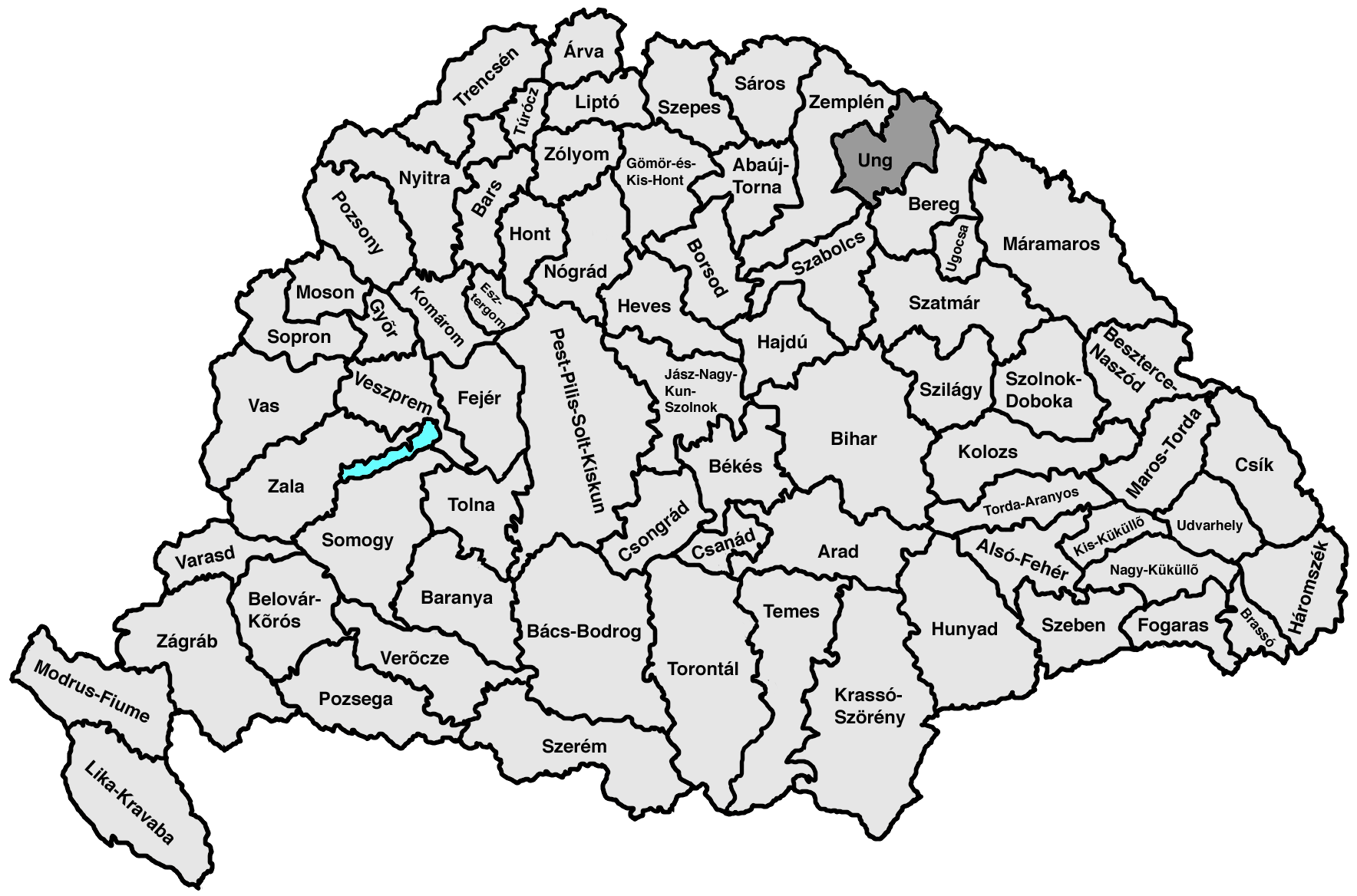
以灰色顯示的乌日县在約1880年的匈牙利王国地圖的位置。

乌日县，歐洲中世紀至20世紀初出現的匈牙利王国的一個行政區划。古時乌日县的土地，原來三分一的土地現在处于斯洛伐克東部的普列索夫地區的一部分；另外三分二的土地成爲乌克兰西部的外喀尔巴阡州的一部分。 